# Kari Väänänen
Kari Väänänen, född den 17 september 1953 i Ivalo, Finland, är en finsk skådespelare som medverkar i många av Aki Kaurismäkis och Mika Kaurismäkis filmer.

## Filmografi (urval)
- 1985 – Calamari Union
- 1985 – Okänd soldat (Tuntematon sotilas)
- 1987 – Hamlet Goes Business (Hamlet liikemaailmassa)
- 1987 – Helsinki Napoli All Night Long
- 1989 – Cha cha cha
- 1989 – Leningrad Cowboys Go America
- 1989 – Paper Star
- 1991 – Zombie and the Ghost Train
- 1991 – Night on Earth
- 1992 – Bohemernas liv (La vie de bohème)
- 1994 – Leningrad Cowboys Meet Moses
- 1995 – Iron Horsemen
- 1996 - Moln på drift (Kauas pilvet karkaavat)
- 1999 – Finnjävlar (Häjyt)
- 1999 – Ambush (Rukajärven tie)
- 2010 – Mannerheim